# Медикаментозен аборт
Медикаментозният аборт е аборт, предизвикан чрез прилагане на медикаменти.
Той е алтернатива на инструменталните методи за аборт като вакуум-аспирацията и кюретажа. Разработена през 80-те години на XX век, в началото на XXI век това е преобладаващата форма на аборт в развитите страни. Медикаментозният аборт обикновено се извършва с комбинация от два медикамента – мифепристон, следван от мизопростол.
Медикаментозният аборт е безопасен и ефективен през голяма част от бременността, включително във втория и третия триместър. Изследвания от Съединените щати показват, че рискът от смърт при медикаментозен аборт е 14 пъти по-нисък, отколкото при раждане, а вероятността от сериозни усложнения, изискващи хоспитализация или кръвопреливане, е под 0,4%. В много случаи в първия триместър медикаментозен аборт може да се извършва безопасно в домашни условия от самия пациент без чужда помощ.

## Вижте още
- Спешна контрацепция